# 聴覚ディスプレイ
聴覚ディスプレイ （ちょうかくディスプレイ）は、音を使用したコンピュータからユーザーへの情報伝達手段である。
この技術開発の主要なフォーラムは、International Community for Auditory Display (ICAD) である。

## 聴覚ディスプレイの種類
- オーディフィケーション（英語版）：時系列データの値を音圧レベルに直接変換することによる可聴化。
- ソニフィケーション（英語版）：非言語音を用いて情報伝達やデータ知覚化を行う可聴化。
- イアコン（英語版）（聴覚アイコン）：特定のイベントを表現したり他の情報を伝達するために使われる短く特徴のある音。アイコンとイヤー（耳）を合成した単語。
- 音声合成：人間の音声を人工的に生成すること。

## 利点と欠点
聴覚ディスプレイは、目の不自由なユーザーが視覚に頼らずに（スクリーンリーダーを通じて）使用することを可能にする。また、そうではないユーザーでも、視覚を他のタスクに向けているときに聴覚ディスプレイの情報伝達が役に立つ。音響信号は迅速に知覚することができ、視覚と異なり聴覚は全方位からの音も聞き取れることが、聴覚ディスプレイの有効性に貢献している。
反対に、音の出力は音声通信などの他の音響信号の妨げになりうる。このことは聴覚ディスプレイを特定の領域で使用することを難しくしている。さらに、音響出力は耳障りになったり気を散らすことがある。